# Piotr Stoiński
Piotr Stoiński (także: Stojeński, w jęz. franc.: Pierre Statorius, ur. około 1530 w Thionville, zm. 1591 w Krakowie) – francuski i polski działacz reformacji (kalwiński i ariański), polemista innowierczy, pedagog, jeden z tłumaczy Biblii brzeskiej, autor pierwszego podręcznika gramatyki języka polskiego. 

## Życiorys
Studiował w Lozannie razem z Teodorem de Bèze i stał się jednym z ważnych propagatorów kalwinizmu we Francji i Szwajcarii. W 1551 zaproponowano mu stanowisko rektora szkoły kalwińskiej w Krakowie, jednak do Polski przybył dopiero w 1559 pieszo, uchodząc przed prześladowaniami. Osiedlił się w Pińczowie, dokąd sprowadził wiele dzieł teologicznych szwajcarskich i francuskich reformatorów. W kalwińskiej szkole w Pińczowie uczył języka greckiego. Statorius jeszcze w Lozannie spotkał się z ideą rozpowszechniania w nauce języków ojczystych za sprawą rektora szkoły w Lozannie, Maturina Cordiera, który zwalczał wyłączność łaciny jako przeżytek katolickiego średniowiecza i domagał się pełniejszego wyzyskania języka francuskiego. W myśl tych wskazówek Statorius ułożył program nauczania dla gimnazjum pińczowskiego. Polszczyzna pełniła w nim funkcję języka pomocniczego. W najniższej klasie uczyło się po polsku katechizmu, do zakresu zajęć w starszych klasach Statorius wprowadził po raz pierwszy w Polsce systematyczne nauczanie języka polskiego przy pomocy ćwiczeń w przekładaniu z łaciny na polski i odwrotnie.
Piotr Statorius uczestniczył w pracach nad tłumaczeniem Biblii brzeskiej. Został naturalizowany jako Polak i zmienił nazwisko na Stoiński. Jego syn Piotr Stoiński (ur. około 1560) był również wybitnym działaczem reformacji w Polsce.
W 1603 roku jako autor trafił do pierwszego polskiego Indeksu Ksiąg Zakazanych powstałego z inicjatywy biskupa Bernarda Maciejowskiego. 

## Twórczość

### Gramatyka języka polskiego
Jego największym dziełem jest wydany w roku 1568 w Krakowie pierwszy (najstarszy) podręcznik do nauki gramatyki języka polskiego pt. Polonicae grammatices institutio.
Badacze Przemysław Zwoliński i Władysław Kuraszkiewicz ustalili, że przytoczone w gramatyce przykłady pochodzą w 75% z Wizerunku Mikołaja Reja, pozostała jedna czwarta została zaczerpnięta z utworów Jana Kochanowskiego i z mowy potocznej. Gramatykę rozpoczynają podane w porządku alfabetycznym kolejnych liter przykłady wyrazów zawierających daną literę. Zestaw ten ilustruje określone cechy fonetyczne głosek występujące w tamtym okresie rozwoju polszczyzny. Statorius odróżnia "a" jasne (oznaczane przez "á") od "a" pochylonego. Nie zapisuje tej różnicy w wymowie "e", chociaż zdaje sobie sprawę z odmiennego brzmienia. Nie zaleca także odróżniania w piśmie "o" jasnego od pochylonego. Zaznacza jednak, że niektórzy zaczęli niedawno "o" pochylone odróżniać za pomocą kreski umieszczonej nad literą "o". Przestrzega przed graficznym mieszaniem "y" z "i".
Największa część dzieła poświęcona jest fleksji. Podstawowym kryterium podziału rzeczowników jest kryterium rodzajowe z podziałem na deklinację męską, żeńską oraz nijaką. Paradygmat odmiany obejmuje sześć łacińskich przypadków. W ostatnim przypadku Ab. (ablativus) pomieszczono kilka obocznych form (N. Herb/Herby, Ab. Herbu/Herbem, a w liczbie mnogiej: Herbow/Herby/Herbiech). W wypadku fleksji przymiotników podano stopniowanie, formy odmiany prostej i złożonej. W części poświęconej fleksji werbalnej są zarejestrowane informacje o czasach, trybach i stronie. Statorius wypisuje również w formie gniazd słowotwórczych czasowniki derywowane za pomocą prefiksów od wspólnego rdzenia, np. bić i pochodne: dobić, obić, odbić, pobić itd. Znamienna w zakresie fleksji czasowników jest obecność liczby podwójnej odmienianych wyrazów (Stoimy/Stoicie/Stoią/Stoiwá/Stoitá).
Gramatyka zawiera ponadto różnorodne typy semantyczno-morfologiczne rzeczowników, takie jak nazwy patronimiczne, odojcowskie nazwy kobiet (z przyrostkami -owná i -anká) czy żeńskie odpowiedniki osobowych i zwierzęcych nazw męskich (Dziewic/Dziewica, Łotr/Łotryni, Osieł/Oślica, Kozieł/Koza).
Statorius wykazał się również dobrym wyczuciem przy rozpoznawaniu regionalizmów. O mazurzeniu pisze, że jest cechą Mazurów i niektórych kobiet. W odniesieniu do kobiet Statorius miał na myśli rozmyślne, pieszczotliwe seplenienie
- Polonicae grammatices institutio. In eorum gratiam qui eius linguae elegantiam cito & facile addiscere cupiunt, Kraków 1568, drukarnia M. Wirzbięta; dedykację A. Dudyczowi przedr. I. Chrzanowski, S. Kot Humanizm i reformacja w Polsce, Lwów 1927, (najstarsza gramatyka polska, napisana w jęz. łacińskim; głównym źródłem przykładów jest w niej Wizerunek M. Reja z roku 1558)

### Pozostałe utwory
- De Jesu Christo Dei Patris hominumque mediatore ode diclos tetrastrophos (oda w 23 strofach); wyd. przy: Gaspar Helt Confessio de Mediatore, Pińczów 1559, drukarnia Daniel z Łęczycy
- In Joannis a Lasko... funebris oratio, wygł. 29 stycznia 1560, wyd. Pińczów 1560, drukarnia Daniel z Łęczycy
- In duos Martini Cromeri dialogos, Pińczów 1560, drukarnia Daniel z Łęczycy (wyd. bezimiennie)
- Brevis apologia... (Pińczów 1560, drukarnia Daniel z Łęczycy)
- Gymnasii Pinczoviensis institutio, brak miejsca i roku wydania (według Estreichera ok. 1560); z egz. Biblioteki Zamoyskich przedr. A. Karbowiak Archiwum do Dziejów Literatury i Oświaty w Polsce, t. 13 (1914); fragmenty w przekł. polskim pt. Apel do polskiej szlachty protestanckiej – ogł. S. Kot Źródła do historii wychowania (wybór), cz. 1: Od starożytnej Grecji do końca w. XVII, Kraków 1929, s. 221-223.
- Emanuel seu de aeterno verbo, Pińczów 1561
- Epistola, wyd. w: Junius Opera theologica, t. 2, k. 56, (list o dogmacie Trójcy św., pisany prawdopodobnie do T. Bezy).

### Przekłady
- Biblia święta, to jest Księgi Starego i Nowego Zakonu, Brześć 1563, drukarnia B. Wojewódka (Statorius należał do grona tłumaczy Biblii brzeskiej).

### Listy i materiały
- Do J. Kalwina, dat. w Pińczowie 1 lutego i 20 sierpnia 1559, ogł. w: J. Calwin "Opera", t. 17, Halle 1877, Corpus Reformatorum, t. 45, nr: 3004, 3098.
- Do R. Chełmskiego, dat. w Pińczowie 30 stycznia 1561; fragmenty ogł. S. Lubieniecki Historia reformationis Polonicae, Freistadt 1682, s. 208; całość ogł. S. Zachorowski "Najstarsze synody arian polskich", Reformacja w Polsce 1921
- Od J. Kalwina, dat. w Genewie 9 czerwca 1560, ogł. w: J. Calwin "Opera", t. 18, Halle 1878, Corpus Reformatorum, t. 46, nr 3209.
- Od R. Chełmskiego, dat. w Łosku 25 stycznia 1561, ogł. S. Zachorowski "Najstarsze synody arian polskich", Reformacja w Polsce 1921
- Od T. Bezy, dat. w Genewie: 1 listopada 1565, 12 lipca 1567, ogł. T. Beza Epistolarum theologicarum... liber unus, Genewa 1573, listy: 15-16.
- 3 listy dot. Statoriusa: F. Lismanin do J. Kalwina, dat. w Aleksandrowicach 15 kwietnia 1556; J. Kalwin do F. Lismanina, brak daty; J. Sylwiusz do J. Kalwina, dat. Olycserycias(!) 20 października 1562; ogł. w: J. Calwin Opera, t. 16, Halle 1877, nr: 2431, 2458; t. 19, Halle 1879, nr 3866.
- 3 listy dot. Statoriusa: F. Lismanin do H. Bullingera, dat. w Krakowie 3 listopada 1560; J. Blandraty do Grzegorza Pawła, dat. Alba Julia 30 listopada 1565; J. Łaskiego do T. Bezy, dat. w Krakowie 30 maja 1566; ogł. T. Wotschke "Der Briefwechsel der Schweizer mit den Polen", Archiv f. Reformationsgeschichte, Ergänzungband 3 (1908).

### Utwór o autorstwie niepewnym
- t. 1: Proteus abo Odmieniec